# 九龍巴士68A線
九龍巴士68A線是香港新界的一條巴士路線，來往元朗（朗屏邨）及青衣站，途經水邊圍邨、屏山、洪水橋、藍地、紅橋及屯門市中心後，取道屯門公路直達荃灣市中心，再駛上青荃橋往返青衣，本線為現時唯一一條往返屯門和青衣的巴士路線。
68A線於1986年10月19日開辦時，原計劃市區以旺角為總站，但因為受公共交通協調政策影響，市區總站縮短至當時的深水埗碼頭。此路線於大欖隧道通車時一度停辦，期間68M曾經改為來往朗屏邨及葵盛圍，可是因為嚴重供不應求及脫班而打回原形，於19天後復辦，但縮短至只服務元朗、屯門、荃灣及葵涌。

## 歷史
- 1986年10月19日：本線開辦，來往朗屏邨及深水埗碼頭。
- 1995年4月9日：為配合西九龍中心巴士總站啟用而遷往欽州街。
- 1997年4月14日：增派空調巴士於本線行走。
- 1998年5月26日：本線因三號幹線（大欖隧道）通車而停辦[5]。
- 1998年6月14日：本線停運19天後復辨並縮短至葵涌葵興站，並以9輛非空調巴士行走。
- 1999年9月19日：改為全空調服務，以提升服務質素。
- 2002年9月14日：本線繞經興芳路。
- 2004年2月23日：為配合九廣西鐵（今港鐵屯馬綫）通車後元朗區的巴士路線重組，本線延長至青衣站，並與63M線及63P線合併，同時來回程不再途經興芳路及葵興站。
- 2005年3月25日：往朗屏方向改經葵興站及葵興路[6]。
- 2012年12月26日：本線往青衣方向加停屯門公路轉乘站，同時加設與60X（往佐敦）、61X（往九龍城）、259D（往油塘）、260X（往紅磡）及263線（往沙田）的轉乘優惠（於洪水橋站前上車需多補$0.6）。
- 2013年7月27日：本線往元朗方向加停屯門公路轉乘站，同時加設與60X（由佐敦開出）、61X（由九龍城開出）、259D（由油塘開出）、260X（由紅磡開出）及263線（由沙田開出）的轉乘優惠（由市區開出轉乘本線需多補$0.6）。
- 2013年9月28日：本線改為特快線，直接經德士古道（來回方向）、荃富街和關門口街（往朗屏方向）來往青荃橋，不再繞經葵涌和荃灣路，但往青衣方向維持經大窩口站。
- 2015年3月21日：增設到站時間預報。[7]
- 2016年8月20日：往青衣鐵路站方向繞經洪天路及洪志路，加停「洪天路洪福邨」巴士站，原於洪水橋鐵路站起實施的分段收費亦提早於該站實施。[8]
- 2016年12月31日：往元朗（朗屏邨）方向繞經洪天路、洪志路及洪天路並加停「洪天路洪福邨」巴士站；同日起由元朗（朗屏邨）頭班車開出提早五分鐘至05:20[9][10]。
- 2023年5月8日：往青衣方向增設青山公路–洪水橋段「尚城」站[11]。

## 服務時間及班次
| 元朗（朗屏邨）開 | 元朗（朗屏邨）開 | 元朗（朗屏邨）開 | 青衣站開         | 青衣站開    | 青衣站開     |
| 日期             | 服務時間         | 班次（分鐘）     | 日期             | 服務時間    | 班次（分鐘） |
| ---------------- | ---------------- | ---------------- | ---------------- | ----------- | ------------ |
| 星期一至五       | 05:20-06:20      | 20               | 星期一至五       | 05:55-07:55 | 20           |
| 星期一至五       | 06:20-06:50      | 15               | 星期一至五       | 08:20       | 08:20        |
| 星期一至五       | 06:50-07:30      | 13/14            | 星期一至五       | 08:45-15:05 | 20           |
| 星期一至五       | 07:30-07:46      | 8                | 星期一至五       | 15:05-16:20 | 15           |
| 星期一至五       | 07:46-08:06      | 10               | 星期一至五       | 16:20-17:30 | 14           |
| 星期一至五       | 08:06-09:00      | 13/14            | 星期一至五       | 17:30-18:30 | 12           |
| 星期一至五       | 09:00-15:00      | 15               | 星期一至五       | 18:30-22:45 | 15           |
| 星期一至五       | 15:00-16:00      | 20               | 星期一至五       | 22:45-00:45 | 20           |
| 星期一至五       | 16:00-17:00      | 12               |                  |             |              |
| 星期一至五       | 17:13、17:26     |                  |                  |             |              |
| 星期一至五       | 17:40-20:20      | 20               |                  |             |              |
| 星期一至五       | 20:20-23:40      | 25               |                  |             |              |
| 星期六           | 05:20-07:00      | 20               | 星期六           | 05:55-11:35 | 20           |
| 星期六           | 07:15            | 07:15            | 星期六           | 11:35-23:05 | 15           |
| 星期六           | 07:30-08:00      | 10               | 星期六           | 23:05-00:45 | 20           |
| 星期六           | 08:00-19:00      | 15               |                  |             |              |
| 星期六           | 19:00-20:20      | 20               |                  |             |              |
| 星期六           | 20:20-23:40      | 25               |                  |             |              |
| 星期日及公眾假期 | 05:20-09:00      | 20               | 星期日及公眾假期 | 05:55-14:35 | 20           |
| 星期日及公眾假期 | 09:00-19:00      | 15               | 星期日及公眾假期 | 14:35-23:05 | 15           |
| 星期日及公眾假期 | 19:00-20:20      | 20               | 星期日及公眾假期 | 23:05-00:45 | 20           |
| 星期日及公眾假期 | 20:20-23:40      | 25               |                  |             |              |

## 收費
全程：$12.6
朗屏邨開
| 落車站＼上車站 | 華都花園 或之前 | 青衣站 或之前 |
| -------------- | --------------- | ------------- |
| 朗屏邨起       | $7.2            | $12.6         |
| 洪福邨起       | $5.7            | $12.1         |
| 荃景圍天橋起   | 不適用          | $5.8          |

青衣站開
- 荃富街公園往朗屏邨：$12.1
- 屯門大會堂往朗屏邨：$7.2
- 虎地往朗屏邨：$5.8

| - 本線設有12歲以下小童及65歲或以上長者半價優惠。 - 65歲或以上香港居民使用「樂悠咭」，以及12歲以下合資格殘疾兒童使用「殘疾人士身份」個人八達通繳付車資，均可享有每程$2.0或半價（以較低者為準）的票價優惠；12至64歲合資格殘疾人士使用「殘疾人士身份」個人八達通（包括「樂悠咭」），以及60至64歲香港居民使用「樂悠咭」繳付車資，均可享有每程$2.0或全費（以較低者為準）的票價優惠。 - 65歲或以上長者如使用長者或一般個人八達通繳付車資，則只可享有半價優惠；12至64歲合資格殘疾人士如不使用「殘疾人士身份」個人八達通，以及60至64歲人士如不使用「樂悠咭」繳付車資，必須繳付全費。 - 乘客可以現金或八達通於上車時付款，不設找續。 - 每位成人乘客可免費攜帶最多兩名4歲以下而不佔座位的兒童乘客乘車，超額之4歲以下小童必須繳付小童車費乘車。 - 持有「九巴月票」之乘客在車票有效期內，每日可享最多10程任何九龍巴士及龍運巴士路線（包括本路線，以及聯營路線的九龍巴士／龍運巴士提供的班次；惟乘搭機場「A」及「NA」線則可享原價二七折優惠（不會計算每天10次合資格車程））；而B1線則每日可享最多各2程（不會計算每天10次合資格車程）。 - 九龍巴士、城巴、龍運巴士及陽光巴士全職員工及家屬（不包括外判職員）可免費乘搭本路線，惟必須拍職員或職員家屬八達通。 - 乘客亦可透過多元化電子支付系統（e度嘟）繳付車資，包括使用非接觸式VISA卡、JCB卡、萬事達卡、銀聯卡、美國運通、大來國際、Discover Card、Apple Pay、Google Pay、Samsung Pay、AlipayHK「易乘碼」、支付寶、WeChatHK／微信支付「搭車碼」、銀聯雲閃付「乘車碼」及BOC Pay「乘車碼」。乘客使用此付款方式，使用此支付方式的乘客可享有中途下車之分段收費，以及與其他九巴／龍運獨營路線或聯營線九巴／龍運班次之轉乘優惠，惟不適用於與非九巴／龍運路線之轉乘優惠，亦不能享有「公共交通費用補貼計劃」及「長者及合資格殘疾人士公共交通票價優惠計劃」。 - 帶粗體字者為雙向分段收費，乘客需以八達通或流動電子支付工具付款，上車時先繳付全程車費，下車後在指定巴士站的回贈機以同一張卡或賬戶確認。如使用現金付款、落車後未有在指定巴士站的回贈機確認，或乘搭此路線時享有轉乘優惠，則收取由上車站前往終點的車費。 |

### 八達通轉乘優惠
乘客登上本線後150分鐘內以同一張八達通卡轉乘以下路線，或從以下路線登車後150分鐘內以同一張八達通卡轉乘本線，次程可獲$4.2車資折扣優惠：
68A←→荃灣／葵青路線
- 68A往青衣站 → 31任何方向、32M任何方向、36任何方向、235任何方向、238M任何方向、248M往長宏或249M往美景花園
- 31任何方向、32M任何方向、36任何方向、235任何方向、238M任何方向、248M或249M往青衣站 → 68A往朗屏邨

68A←→城門隧道路線
- 68A往青衣站 → 40X、43X/43P、46X/46P/46S、47X、48X/48P、49X、73X或278X往沙田／大埔／北區
- 40X、43X/43P、46X/46P/46S、47X、48X/48P、49X、73X或278X/278A/278P往荃灣／葵青／美孚 →  68A往朗屏邨
- 68A往青衣站於大窩口站轉乘48X可獲$8（屯門公路轉車站或以前登車）/$5.1（荃景圍天橋或以後登車）折扣優惠

68A←→B1
- 68A任何方向 → B1任何方向
- B1任何方向 → 68A任何方向

68A←→元朗區路線
- 68A往朗屏邨 → 68M往荃灣站，次程可獲$4.1優惠
- 68A往朗屏邨 → 68X往旺角或268X往佐敦，次程可獲$4.4優惠
- 68A往朗屏邨 → 268B往紅磡、268A/C/P往觀塘、269D往瀝源、968、968A往銅鑼灣或968X往鰂魚涌，次程可獲$5.1優惠
- 乘搭68A必須於虎地或之後登車才可獲優惠
- 68M、(2)68X、268B、268C、269D、968(X)往元朗／天水圍 → 68A往青衣站，次程免費
- 乘搭上述路線第一程必須於大欖隧道或之前登車才可獲優惠

此組轉乘優惠可與大欖隧道轉乘優惠同時享用

## 使用車輛
於開線時以「雞車」利蘭勝利二型行走，數年後本線改經換入利蘭奧林比安11米非空調巴士、丹尼士巨龍11米非空調巴士或都城嘉慕11米雙層非空調巴士行走，期間並出現晚年平治O305作支援，成為不少巴士迷追捕的目標。本線於全冷後，加入大量AD(銀柱龍)行走，是本線用車最高峰，水平最高的車隊。
由2012年3月14日起，本線引入2部丹尼士三叉戟10.6米（ATS）低地台雙層空調巴士行走，為本線首次引入低地台巴士。
現時本線獲派12輛亞歷山大丹尼士Enviro 500 MMC （2輛12米ATENU、7輛12.8米3ATENU、3輛12.8米E6X）雙層空調巴士，由元朗車廠及青衣車廠共同派車。
| 車隊編號  | 車牌   |
| --------- | ------ |
| ATENU50   | SD4993 |
| ATENU1640 | VT3023 |
| 3ATENU18  | TV4068 |
| 3ATENU98  | UF2751 |
| 3ATENU111 | UF5254 |
| 3ATENU114 | UF7528 |
| 3ATENU125 | UF8201 |
| 3ATENU129 | UF6504 |
| 3ATENU146 | UJ2100 |
| E6X91     | WU2713 |
| E6X256    | YK4159 |
| E6X257    | YK4195 |

## 行車路線

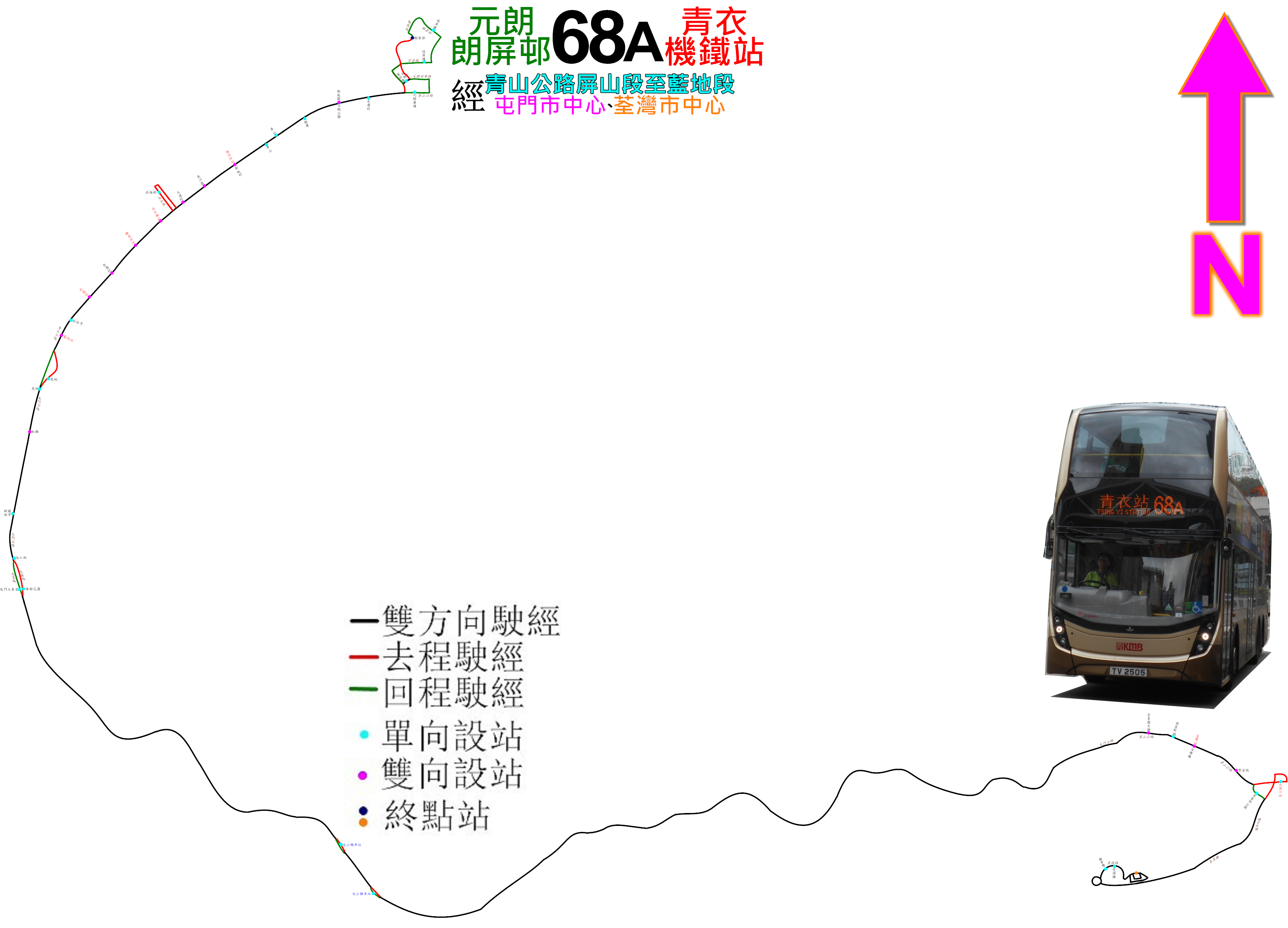
此線的走線圖

元朗（朗屏邨）開經：朗屏路、鳳池路、屏會街、元朗安寧路、媽廟路、青山公路（元朗段、屏山段、洪水橋段）、洪天路（北行）、洪志路、洪天路（南行）、青山公路（洪水橋段、藍地段）、藍地交匯處、屯門公路、屯發路、屯門公路、屯門公路巴士轉乘站、屯門公路、青山公路（荃灣段、葵涌段）、國瑞路、德士古道北、德士古道、青荃路、擔桿山交匯處及青敬路。
青衣站開經：青敬路、擔桿山交匯處、青荃路、德士古道、荃富街、關門口街、青山公路—荃灣段、屯門公路、屯門公路巴士轉乘站、屯門公路、屯喜路、屯門公路、藍地交匯處、青山公路（藍地段、洪水橋段）、洪天路（北行）、洪志路、洪天路（南行）、青山公路（洪水橋段、屏山段、元朗段）、擊壤路、安寧路、媽廟路、宏達路、宏樂路、福喜路及朗屏路。
具體停站請參考資訊框

## 客量
由2002年4月21日起，因63M線不再途經荃灣及葵涌，本線吸納了前63M線的乘客，從而增加客量，亦切合居民乘車習慣，方便洪水橋及屏山居民。自從元朗區及屯門區巴士路線重組後，本線駛經屯門公路巴士轉乘站，亦是青衣來往屯門公路轉車站的唯一路線，同時洪水橋及屏山一帶區外線選擇不多，不少居民利用本線轉乘屯門區長途線，因此重要性得以進一步提高。
相反，因車程問題，朗屏邨和水邊圍邨乘客如不欲繞經屯門，要步行至元朗（西）巴士總站才能登上途經大欖隧道的68M來往荃灣；來往青衣亦同樣地乘坐上述路線在大欖隧道收費廣場轉乘68E或279X，但都較乘坐本線更快、更直接。